# 吴景荣
吴景荣（1915年—1994年），男，浙江平阳人，中国英语教育家，曾任外交学院教授，第五、六、七届全国政协委员。
吴景荣主编《汉英词典》（商务印书馆1978年7月，16开976页）、与程镇球联合主编《新时代汉英大词典》（商务印书馆2000年8月，16开2176页）。